# З
З, з (ze) – dziewiąta litera podstawowej cyrylicy reprezentująca spółgłoskę [z].
Na niektórych, zwłaszcza starszych, rosyjskich maszynach do pisania klawisz З pełnił jednocześnie rolę klawisza z cyfrą 3. Nie należy także mylić tej litery z literą Э.

## Kodowanie
| Znak                   | З                          | З                          | з                        | з                        |
| ---------------------- | -------------------------- | -------------------------- | ------------------------ | ------------------------ |
| Nazwa w Unikodzie      | Cyrillic Capital Letter Ze | Cyrillic Capital Letter Ze | Cyrillic Small Letter Ze | Cyrillic Small Letter Ze |
| Kodowanie              | dziesiątkowo               | szesnastkowo               | dziesiątkowo             | szesnastkowo             |
| Unicode                | 1047                       | U+0417                     | 1079                     | U+0437                   |
| UTF-8                  | 208 151                    | d0 97                      | 208 183                  | d0 b7                    |
| Odwołania znakowe SGML | &#1047;                    | &#x0417;                   | &#1079;                  | &#x0437;                 |
| Macintosh Cyrillic     | 135                        | 87                         | 231                      | E7                       |
| ISO 8859-5             | 183                        | B7                         | 215                      | D7                       |
| Windows-1251           | 199                        | C7                         | 231                      | E7                       |
| Code page 866          | 135                        | 87                         | 167                      | A7                       |
| Code page 855          | 244                        | F4                         | 243                      | F3                       |
| KOI8-R i KOI8-U        | 250                        | FA                         | 218                      | DA                       |